# Población
Población är en ort i Mexiko.   Den ligger i kommunen Huixtán och delstaten Chiapas, i den sydöstra delen av landet, 800 km öster om huvudstaden Mexico City. Población ligger 1 945 meter över havet och antalet invånare är 210.
Terrängen runt Población är kuperad. Runt Población är det glesbefolkat, med 17 invånare per kvadratkilometer. Närmaste större samhälle är Chanal, 12,4 km öster om Población. I omgivningarna runt Población växer huvudsakligen savannskog.